# Sándor István (labdarúgó, 1944)
Sándor István (Csepe, 1944. augusztus 19. –) kárpátaljai magyar labdarúgó, majd edző.
A Szovjetunióban élt. Itt 1958-tól 1962-ig a Csepe, 1963–1964-ben a Beregszász, 1965-től 1970-ig a Szpartak Zsitomir, 1971-től 1975-ig a Szpartak Szumi játékosa volt. Edzőként a Szpartak Szumi (1975), a Dinamo Hmelnyickij (1975–1976), Hoverla Uzsgorod (1976–1979), a Szpartak Ivano-Frankovszk (1980–1981), a Bukovina Csernovszkij (1982–1983), Zakarpattja Uzsgorod (1984–1987) és a Zirka Kirovográd (1988–1989) csapatainál tevékenykedett.
Magyarországra települése után a Nyíregyháza, a Diósgyőr, majd a Stadler edzője volt. 1998-ban az MTK játékosmegfigyelője lett. Az év második felében a BVSC csapatát irányította. 1999 nyarától a Csongrád csapatát irányította. Ezt a posztját 2001 júniusáig töltötte be, majd ismét a Nyíregyháza edzője lett.